# GT World Challenge Europe Endurance Cup
Der GT World Challenge Europe Endurance Cup, früher Blancpain Endurance Series, ist eine Motorsportrennserie für Gran-Turismo-Fahrzeuge der Klasse GT3. Sie wurde 2011 von der SRO Motorsports Group ins Leben gerufen. Sie soll den Langstreckencharakter der alten FIA-GT-Meisterschaft aus den ersten Jahren des Jahrtausends aufnehmen, welcher im Portfolio der SRO-Serien zum Zeitpunkt der Gründung nicht mehr vorhanden war. Die ursprünglich hierfür angedachte FIA-GT2-Europameisterschaft musste im Jahr 2010 bereits vor dem eigentlichen Saisonstart aufgegeben werden, da keine ausreichenden Starterzahlen zu Stande kamen.
In der ersten Saison waren außerdem Fahrzeuge der GT4 zugelassen. Titelsponsor der Serie ist die Schweizer Firma Blancpain. Der Höhepunkt einer Saison ist das alljährliche 24-Stunden-Rennen von Spa-Francorchamps.

## Sportliches Reglement

### Kategorien

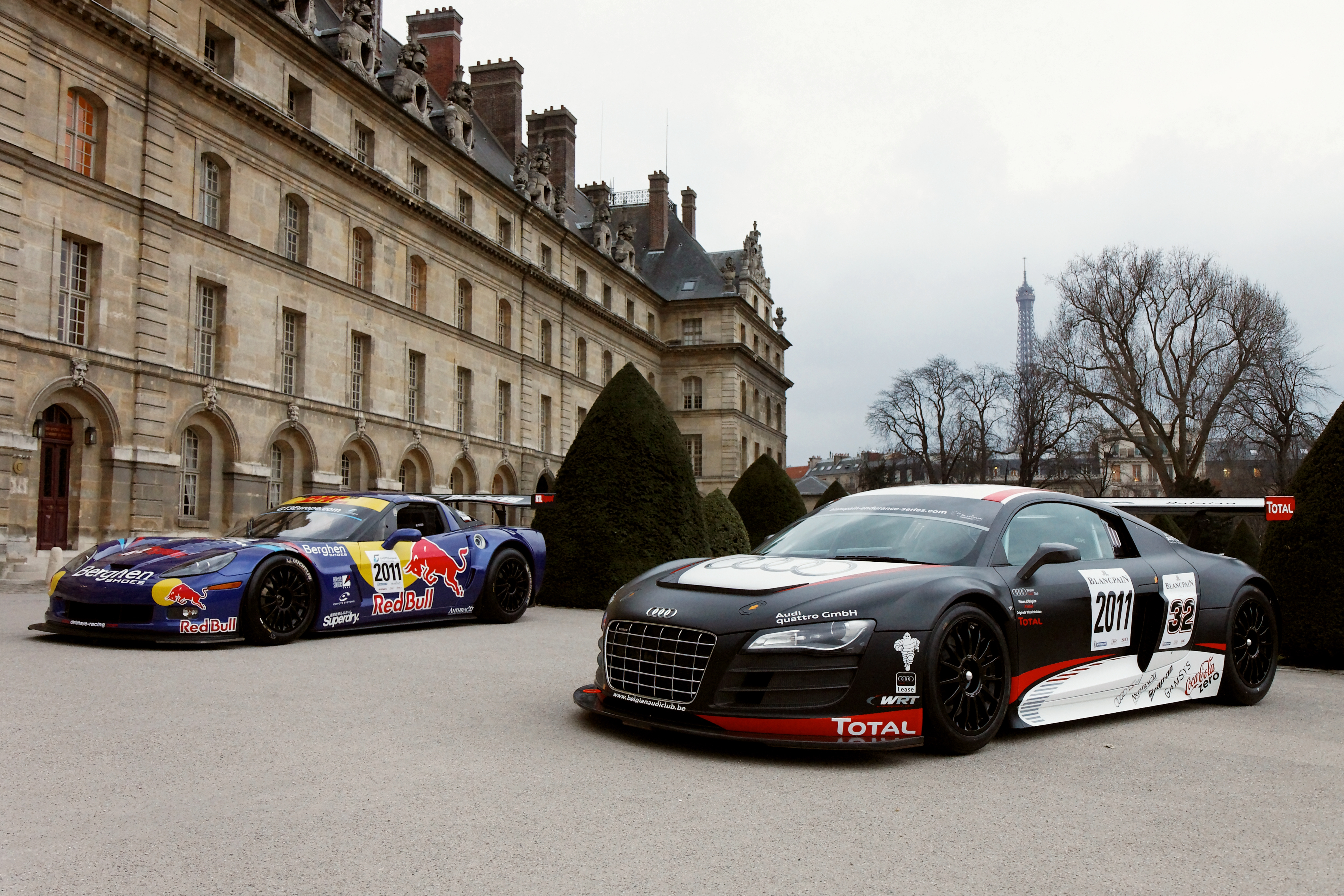
Audi R8 LMS und Corvette Z06 bei der Vorstellung der Serie

Das Starterfeld war in der ersten Saison in fünf Kategorien aufgeteilt, vier für GT3-Fahrzeuge und eine für GT4-Fahrzeuge. Seit der Saison 2012 gibt es die Klassen GT3-Cup und GT4 Cup nicht mehr.
Die Unterscheidung der Klassen ist durch die Fahrerstärken begründet. Die Stärke eines Fahrers wird durch die Fahrerkategorisierung der SRO ermittelt, welche bereits in anderen SRO-Serien Anwendung findet. Dabei werden die Fahrer nach ihren bisherigen sportlichen Leistungen sowie des aktuellen Alters in Platin, Gold, Silber oder Bronze eingestuft. Folgende Kategorien sind für GT3-Fahrzeuge ausgeschrieben:
|                      | GT3 Pro Cup | GT3 Pro-Am Cup                                                                          | GT3 Gentlemen Cup                             |
| -------------------- | ----------- | --------------------------------------------------------------------------------------- | --------------------------------------------- |
| mind. Fahrer je Auto | drei        | zwei / (drei)                                                                           | zwei / (drei)                                 |
| Fahrerkategorien     | offen       | Bronze / Bronze / Platin o. Gold / (Platin o. Gold) Silber / Silber / Bronze / (Silber) | Bronze / Bronze / Silber / (Silber o. Bronze) |

in Klammern: nur für 24h Spa gültig
Alle fünf Kategorien sind am Wochenende immer gleichzeitig auf der Strecke.

### Format
Das Rennwochenende beginnt mit einem freien Training für Bronze-Piloten sowie zwei weiteren freien Trainings für alle Piloten. Danach folgt eine dreigeteilte Qualifikation, in welcher jeder Pilot einen Teil absolvieren muss. Dabei gibt es jedoch kein Ausscheidungsverfahren, es zählt die schnellste Rundenzeit aus der gesamten Qualifikation. Jedes Drittel ist 15 Minuten lang. Das einzige Rennen des Wochenendes geht in der Regel über drei Stunden, am Nürburgring gab es  2013 und 2014 ein 6-Stunden-Rennen. Seit 2015 findet ein 6-Stunden-Rennen auf dem Circuit Paul Ricard in  Le Castellet statt. Während des Rennens müssen zwei Boxenstopps absolviert werden, wobei immer ein Fahrer- und Reifenwechsel stattfinden muss.
Für das 24-Stunden-Rennen von Spa-Francorchamps gibt es einen anderen Ablauf des Wochenendes.

### Aktuelle Punktevergabe
Die Punktevergabe ist je nach Rennlänge unterschiedlich. Das Punktesystem für 3-Stunden-Rennen ist analog dem bekannten FIA-Schema, für alle anderen Rennen gibt es mehr Punkte:
| 3-Stunden-Rennen | 3-Stunden-Rennen | 3-Stunden-Rennen | 3-Stunden-Rennen | 3-Stunden-Rennen | 3-Stunden-Rennen | 3-Stunden-Rennen | 3-Stunden-Rennen | 3-Stunden-Rennen | 3-Stunden-Rennen | 3-Stunden-Rennen |
| Platzierung      | 1                | 2                | 3                | 4                | 5                | 6                | 7                | 8                | 9                | 10               |
| ---------------- | ---------------- | ---------------- | ---------------- | ---------------- | ---------------- | ---------------- | ---------------- | ---------------- | ---------------- | ---------------- |
| Punkte           | 25               | 18               | 15               | 12               | 10               | 8                | 6                | 4                | 2                | 1                |

| 6-Stunden-Rennen | 6-Stunden-Rennen | 6-Stunden-Rennen | 6-Stunden-Rennen | 6-Stunden-Rennen | 6-Stunden-Rennen | 6-Stunden-Rennen | 6-Stunden-Rennen | 6-Stunden-Rennen | 6-Stunden-Rennen | 6-Stunden-Rennen |
| Platzierung      | 1                | 2                | 3                | 4                | 5                | 6                | 7                | 8                | 9                | 10               |
| ---------------- | ---------------- | ---------------- | ---------------- | ---------------- | ---------------- | ---------------- | ---------------- | ---------------- | ---------------- | ---------------- |
| Punkte           | 33               | 24               | 19               | 15               | 12               | 9                | 6                | 4                | 2                | 1                |

| 24-Stunden-Rennen      | 24-Stunden-Rennen | 24-Stunden-Rennen | 24-Stunden-Rennen | 24-Stunden-Rennen | 24-Stunden-Rennen | 24-Stunden-Rennen | 24-Stunden-Rennen | 24-Stunden-Rennen | 24-Stunden-Rennen | 24-Stunden-Rennen |
| Platzierung            | 1                 | 2                 | 3                 | 4                 | 5                 | 6                 | 7                 | 8                 | 9                 | 10                |
| ---------------------- | ----------------- | ----------------- | ----------------- | ----------------- | ----------------- | ----------------- | ----------------- | ----------------- | ----------------- | ----------------- |
| Punkte nach 6 Stunden  | 12                | 9                 | 7                 | 6                 | 5                 | 4                 | 3                 | 2                 | 1                 | 0                 |
| Punkte nach 12 Stunden | 12                | 9                 | 7                 | 6                 | 5                 | 4                 | 3                 | 2                 | 1                 | 0                 |
| Punkte nach 24 Stunden | 25                | 18                | 15                | 12                | 10                | 8                 | 6                 | 4                 | 2                 | 1                 |

In der Teamwertung werden nur Punkte des bestplatzierten Fahrzeug gezählt, so dass Teams mit unterschiedlicher Anzahl an Fahrzeugen (eins bis drei) die gleichen Chancen haben.

## Technisches Reglement
Das technische Regelwerk entspricht jenem der FIA Kategorie GT3.

## Meister
| Jahr | GT3 Pro Cup Team                                    | GT3 Pro-Am Cup Team           | GT3 Gentlemen Trophy Team                                   | GT3 Cup Team   | GT4 Cup Team                                  |
| Jahr | GT3 Pro Cup Fahrer                                  | GT3 Pro-Am Cup Fahrer         | GT3 Gentlemen Trophy Fahrer                                 | GT3 Cup Fahrer | GT4 Cup Fahrer                                |
| ---- | --------------------------------------------------- | ----------------------------- | ----------------------------------------------------------- | -------------- | --------------------------------------------- |
| 2011 | Belgian Audi Club Team WRT                          | Vita4One                      | Ruffier Racing                                              | –              | RJN Motorsport                                |
| 2011 | Gregory Franchi                                     | Niek Hommerson Louis Machiels | Georges Cabannes                                            | Sergio Negroni | Alex Buncombe Jordan Tresson Christopher Ward |
| 2012 | Belgian Audi Club Team WRT                          | AF Corse                      | Saintéloc Racing                                            | –              | –                                             |
| 2012 | Christopher Haase Christopher Mies Stéphane Ortelli | Niek Hommerson Louis Machiels | Pierre Hirschi Robert Hissom                                | –              | –                                             |
| 2013 | BMW Marc VDS                                        | Nissan GT Academy Team RJN    | SOFREV ASP                                                  | –              | –                                             |
| 2013 | Maximilian Buhk                                     | Lucas Ordoñez                 | Jean-Luc Beaubélique Jean-Luc Blanchemain Patrice Goueslard | –              | –                                             |
| 2014 | Belgian Audi Club Team WRT                          | Scuderia Villorba Corse       | AF Corse                                                    | –              | -                                             |
| 2014 | Laurens Vanthoor                                    | Andrea Rizzoli Stefano Gai    | Peter Mann Francisco Guedes                                 | -              | -                                             |
| 2015 | Belgian Audi Club Team WRT                          | AF Corse                      | AKKA ASP                                                    | -              | -                                             |
| 2015 | Wolfgang Reip Alex Buncombe Katsumasa Chiyo         | Duncan Cameron Matt Griffin   | Ian Loggie Julian Westwood                                  | -              | -                                             |